# العباس بن الحسن
أبو أحمد العباس بن الحسن بن أيوب الجرجرائي، (861 - 909) (247هـ - 296هـ). من وزراء الدولة العباسية. كان أديبا بليغا. استوزره المكتفي بالله، بعد وفاة القاسم بن عبيد الله، وكان القاسم يعجب من سرعة قلمه، ويقول: تسبق يده لفظي.